# ناحیه فرع العدین
ناحیهٔ فرع العدین (به عربی: مدیریة فرع العدین) یک ناحیه در یمن است که در استان اب واقع شده‌است. ناحیه فرع العدین ۸۹٬۰۱۱ نفر جمعیت دارد.